# 素生
『素生』（そう）は、2010年3月17日に発売された、GOING UNDER GROUNDの松本素生の1枚目のミニアルバム。ソロではSxOxU名義に続く2枚目のアルバム。

## 概要
バンドではできない素の自分を出してシンプルな曲制作を心掛けたことからタイトルに自身の名前をつけた。「帯クリエイティブディレクター」として、箭内道彦がジャケットの帯デザインのプロデュースを担当している。

## 収録曲
1. my friend my love
（作詞・作曲 : 松本素生、常田真太郎（スキマスイッチ））
常田真太郎プロデュース楽曲。
2. クロエ
（作詞・作曲 : 松本素生）
3. バトってハニー
（作詞・作曲 : 松本素生）
4. 2010
（作詞・作曲 : 松本素生）
5. 2030
（作詞・作曲 : 松本素生、常田真太郎）
本作のリードトラックであり、MV（監督／多田卓也）が制作されている。冬のグリコ ポッキー×スペースシャワーTVのコラボCMソング。常田真太郎プロデュース。
6. soulblue （ライブ音源）
（作詞・作曲 : 谷雅徳 a.k.a 越前屋俵太、松本素生）
7. 悲しい気持ち 〜JUST MAN IN LOVE （松本素生＆THE COLLECTORS）（ボーナス・トラック）
（作詞・作曲 : 桑田佳祐）
桑田佳祐の楽曲のカバー。演奏・コーラスをTHE COLLECTORSが行っている。松本がDJを務めたミックスアルバム『ROCK THE MIX 2』に収録されていた楽曲のフルサイズバージョン。

## 演奏
- 松本素生 - Vocals, Chorus (#1-5)、Guitars (#2.3.4.6)
- 常田真太郎 (スキマスイッチ) - Other Instruments (#1.5)、Strings Arrangement (#5)
- 河野丈洋 - Other Instruments (#2.3.4)
- 新井“ラーメン”健 - Guitars (#1.5)
- 種子田健 - Bass (#1)
- 大久保敬 - Keyboards (#2.3.4)
- 三浦剛 - Bass (#5)
- 片山耕一 - Drums (#5)
- 松本智也 - Percussion (#5)
- 弦一徹、永田真希 - Violin (#5)
- 門脇大輔 - Viola (#5)
- 森田香織 - Cello (#5)
- 加藤ひさし （THE COLLECTORS） - Chorus (#7)
- 古市コータロー （THE COLLECTORS） - Guitar (#7)
- 小里誠 （THE COLLECTORS） - Bass (#7)
- 阿部耕作 （THE COLLECTORS） - Drums (#7)